# Nothing Suits Me Like a Suit
Nothing Suits Me Like a Suit – singiel w wykonaniu Neila Patricka Harrisa i obsady serialu Jak poznałem waszą matkę z 100. odcinka serialu.

## Historia
Premiera piosenki miała miejsce w setnym odcinku serialu Jak poznałem waszą matkę - Girls Versus Suits w wyobraźni Barneya Stintsona - bohatera granego przez Harrisa, gdzie starał się on podjąć decyzję co ma wybrać: zachować swoją kolekcję garniturów czy barmankę, którą poderwał. Premiera odcinka miała miejsce 11 stycznia 2010 roku, a już dzień później wydany został singiel. Gościnnie w odcinku wystąpiła Stacy Keibler. W sekwencji musicalowej wzięła udział 50-osobowa orkiestra i 65 tancerzy.

### Pozycje na listach
| Kraj            | Pozycja |
| --------------- | ------- |
| Australia       | 113     |
| Austria         | 9       |
| Kanada          | 76      |
| Wielka Brytania | 50      |

## Wykonawcy
- Główny wokal: Neil Patrick Harris jako Barney Stinson
- Dodatkowe wokale: Jason Segel jako Marshall Eriksen, Josh Radnor jako Ted Mosby, Alyson Hannigan jako Lily Aldrin oraz Cobie Smulders jako Robin Scherbatsky.